# Orfelia unicolor
Orfelia unicolor är en tvåvingeart som först beskrevs av Rasmus Carl Staeger 1840.  Orfelia unicolor ingår i släktet Orfelia och familjen platthornsmyggor. Inga underarter finns listade i Catalogue of Life.